# Залізнична сигналізація
Залізнична сигналізація — система сигналів, що зумовлює безпеку і чітку організацію руху поїздів і маневрової роботи на залізницях.
Розрізняють:
- видиму;
- звукову.

## Видима залізнична сигналізація
До засобів видимої залізничної сигналізації належать:
- світлофори;
- семафори;
- щити;
- диски;
- ліхтарі;
- прапори;
- сигнальні покажчики і знаки.

Сигнали такої сигналізації відрізняються кольором, положенням, формою або числом.

### Світлофори
Світлофор, сигнальне показання якого забороняє рух, називається закритим; сигнальне показання якого дозволяє рух - відкритим.
Світлофорами подаються такі основні сигнали:
- один зелений вогонь: дозволяється рух із встановленою швидкістю;
- один червоний вогонь (або два червоні вогні): стій! Заборонено проїжджати сигнал;
- один жовтий вогонь: дозволяється рух із готовністю зупинитися; наступний світлофор закритий;
- один жовтий мигаючий вогонь: дозволяється рух із встановленою швидкістю; наступний світлофор відкритий і вимагає проходження зі зменшеною швидкістю;
- два жовті вогні: дозволяється рух із готовністю зупинитися; наступний світлофор закритий; поїзд прямує з відхиленням по стрілочному переводу;
- два жовті вогні, верхній з яких мигаючий: дозволяється рух із встановленою швидкістю; наступний світлофор відкритий і вимагає проходження зі зменшеною швидкістю; поїзд прямує з відхиленням по стрілочному переводу;
- один місячно-білий вогонь: дозволено проводити маневри;
- один синій вогонь: заборонено проводити маневри.

#### Прохідні світлофори
Прохідні світлофори слугують для дозволу або заборони поїзду проїжджати с одного міжпостового перегону (чи блок-ділянки) на інший. 
Прохідні світлофори автоматичного блокування нумеруються цифрами, починаючи від вхідного світлофора (тобто при наближенні до станції числа, якими позначуються світлофори, зменшуються), при цьому світлофори непарного напрямку позначаються непарними числами (1, 3, 5 …), а світлофори парного напрямку – парними числами (2, 4, 6 …). При застосування двостороннього автоблокування, прохідні світлофори для неправильного напрямку руху додатково позначаються римською цифрою номера колії.
Сигнали прохідних світлофорів залежать від системи автоблокування, що застосується на цій ділянці.
При застосуванні напівавтоматичного блокування:
- один зелений вогонь: перегін до наступної станції або колійного поста вільний;
- один червоний вогонь: стій! заборонено проїжджати сигнал.

При застосуванні тризначного автоблокування:
- один зелений вогонь: попереду вільні не менше двох блок-ділянок;
- один жовтий вогонь: попереду вільна одна блок-ділянка;
- один червоний вогонь: стій! заборонено проїжджати сигнал.

Якщо наступна блок-ділянка  має довжину меншу за потрібний гальмівний шлях, світлофор за тризначним автоблокуванням позначається двома табличками з вертикальними стрілами, направленими вниз; попередній світлофор помічається однією такою табличкою.
При застосуванні чотиризначного автоблокування:
- один зелений вогонь: попереду вільні не менше трьох блок-ділянок;
- один жовтий і один зелений вогні: попереду вільні дві блок-ділянки;
- один жовтий вогонь: попереду вільна одна блок-ділянка;
- один червоний вогонь: стій! заборонено проїжджати сигнал;

При застосуванні тризначного або чотиризначного автоблокування, останній світлофор перед станцією (так званий передвхідний світлофор) може також подавати додаткові сигнали, окрім вищезгаданих:
- один жовтий мигаючий вогонь: дозволяється рух із встановленою швидкістю; вхідний світлофор відкритий і вимагає проходження зі зменшеною швидкістю; поїзд приймається на бокову колію;
- один зелений мигаючий вогонь: дозволяється рух із встановленою швидкістю; вхідний світлофор відкритий і вимагає проходження із швидкістю не більш ніж

80 км/год; поїзд приймається на бокову колію.
Передвхідні світлофори позначається табличкою з похилими білими та чорними смугами, що чергуються.

#### Станційні світлофори
До станційних світлофорів відносяться вхідні (такі, що дозволяють або забороняють поїзду прямувати на станцію з перегону), вихідні (такі, що дозволяють або забороняють поїзду відправлятися зі станції на перегін) та маршрутні (такі, що дозволяють або забороняють поїзду проїжджати у межах станції).
Станційні світлофори позначаються літерою «Н» або «Ч» (для непарного та парного напрямку руху, відповідно). На вихідних світлофорах також вказується номер (або номера) колій. Додаткові вхідні світлофори (які слугують для приймання поїзда на станцію по неправильній колії) позначаються літерами «ДН» або «ДЧ», в залежності від напрямку руху.
Вхідними, вихідними та маршрутними світлофорами подаються такі основні сигнали:
- один зелений вогонь: дозволяється рух із встановленою швидкістю;
- один червоний вогонь: стій! Забороняється проїжджати сигнал;
- один жовтий вогонь: дозволяється рух із готовністю зупиниться; наступний світлофор закритий;
- один мигаючий жовтий вогонь: Дозволяється рух із встановленою швидкістю; наступний світлофор відкритий і вимагає проходження зі зменшеною швидкістю;
- два жовті вогні: дозволяється рух із готовністю зупинитися; наступний світлофор закритий; поїзд прямує з відхиленням по стрілочному переводу;
- два жовті вогні, верхній з яких мигаючий: Дозволяється рух із встановленою швидкістю; наступний світлофор відкритий і вимагає проходження зі зменшеною швидкістю; поїзд прямує з відхиленням по стрілочному переводу;
- один мигаючий зелений вогонь: дозволяється рух із встановленою швидкістю; наступний світлофор відкритий; поїзд прямує з відхиленням по стрілочному переводу з хрестовиною пологої марки;
- три жовті вогні: дозволяється моторвагонному поїзду, локомотиву без вагонів, дрезині незнімного типу прямувати на вільну ділянку колії зі швидкістю не більше 20 км/год і з особливою обережністю; наступний світлофор закритий.

##### Додаткові сигнали світлофорів на швидкісних ділянках
Якщо поїзд прямує з відхиленням по стрілочному переводу з хрестовиною пологої марки, додатково застосовуються такі сигнали:
- один зелений мигаючий та один жовтий вогні, одна зелена смуга, що світиться: дозволяється рух зі швидкістю не більше 80 км/год на бокову колію; наступний світлофор відкритий та вимагає проходження його зі швидкістю не більше 80 км/год;
- два жовті вогні, з яких верхній мигаючий та одна зелена смуга, що світиться: дозволяється рух зі швидкістю не більше 80 км/год на бокову колію; наступний світлофор відкритий та вимагає його проходження зі зменшеною швидкістю;
- два жовті вогні та одна зелена смуга, що світиться: дозволяється рух зі швидкістю не більше 60 км/год на бокову колію  із готовністю зупинитися; наступний світлофор закритий.

##### Запрошувальний сигнал
Запрошувальний сигнал включається диспетчером у таких випадках, як несправність автоблокування, відсутність сигналу на світлофорі, приймання двох поїздів на одну колію тощо.
У таких ситуаціях у диспетчера немає можливості вимкнути забороняючий сигнал світлофора; замість цього застосовується запрошувальний сигнал:
- один мигаючий місячно-білий вогонь: дозволяється проїхати світлофор із червоним або погаслим вогнем, та продовжувати рух до наступного світлофора із швидкістю не більше 20 км/год, з особливою пильністю та готовністю негайно зупинитися.

##### Додаткові сигнали вихідних світлофорів
На ділянках, обладнаних автоматичною локомотивною сигналізацією, вихідними світлофорами додатково можуть подаватися такі сигнали:
- один зелений і один місячно-білий вогні: дозволяється відправлення поїзда; попереду вільні три або більше блок-ділянки;
- один жовтий і один місячно-білий вогні: дозволяється відправлення поїзда; попереду вільні дві або одна блок-ділянки;
- два жовті і один місячно-білий вогні: дозволяється відправлення поїзда із зменшеною швидкістю; попереду вільні дві або одна блок-ділянки; поїзд прямує з відхиленням по стрілочному переводу;
- два жовті, верхній з яких мигаючий і один місячно-білий вогні: дозволяється відправлення поїзда із зменшеною швидкістю; попереду вільні три або більше блок-ділянки; поїзд прямує з відхиленням по стрілочному переводу.

У окремих випадках вихідними світлофорами також можуть подаватися такі сигнали:
- два зелені вогні: дозволяється відправлення поїзда на відгалуження, або по одній з колій багатоколійної ділянки, або по неправильній колії; попереду вільні дві або більше блок-ділянки (при наявності автоблокування) / перегін до наступної станції або колійного поста вільний (при наявності напівавтоматичного блокування);
- один мигаючий жовтий та один місячно-білий вогонь: дозволяється відправлення поїзда зі швидкістю не більше 40 км/год; поїзд прямує по неправильній колії за показаннями локомотивного світлофора;
- один місячно-білий вогонь (при відсутньому червоному вогні): готовність маршруту для поїзда, що відправляється на відгалуження, не обладнане колійним блокуванням.

##### Маневрові світлофори
Маневрові світлофори забороняють або дозволяють проведення маневрів. Вони позначаються літерами «М» та цифрами номера колії (або залежно від горловини), до якої відноситься світлофор. Покази цих світлофорів призначені тільки для маневрового складу.
- один синій вогонь: заборонено проводити маневри;
- один місячно-білий вогонь (при відсутньому червоному вогні): дозволено проводити маневри.

##### Гіркові світлофори
Гіркові світлофори дозволяють або забороняють розпуск вагонів з сортувальної гірки. Вони позначаються літерою «Г».

## Звукова залізнична сигналізація
Сигнали звукової сигналізації подають духовими ріжками, гудками та сиренами силових установок, ручними та локомотивними свистками, дзвінками електричної сигналізації, станційними дзвонами або петардами. Ці сигнали відрізняються числом і співвідношенням звуків різної тривалості.